# Ulrich Feierabend
Ulrich Feierabend (* im 15. Jahrhundert in Rapperswil SG; † nach 1480 ebenda) war ein Schweizer Hersteller von Holzschnitten, der als erster mittelalterlicher Grafiker seine Werke signierte.

## Werk
Im ausgehenden Mittelalter kamen vergleichsweise günstige Holzschnitte auf, dank deren auch das einfache Volk Heiligenbilder für die private Andacht erwerben konnte. Diese wurden in Gebetbücher eingelegt oder daheim an die Wand genagelt. Die Werke wurden als Einblattholzschnitte gedruckt, während der Kupferstich erst an der Wende zur Renaissance aufgenommen wurde.
Ein Meister, der um 1465/1480 in Rapperswil in der Ostschweiz serienweise farbige Andachtsbilder herstellte, war der erste, der sich auf der Umrahmung seiner Werke mit der Nennung seines Namens und Wohnortes zu seiner Schöpfung bekannte, wie es ansonsten erst in der Renaissance üblich wurde.
Es sind heute zwei seiner künstlerisch hochwertigen Holzschnitte erhalten: Auf der um 1466 datierten und heute in der Technischen Hochschule in Zürich aufbewahrten Darstellung der Maria im Ährenkleid nennt er sich „Firabet“, und das zweite Werk, einen um 1480 entstandenen Holzschnitt der Kreuzigung Jesu, signierte er mit „Firabet ze raperswil“ (in heutigem Deutsch: Feierabend zu Rapperswil).
Er war der erste Künstler, der Einblattholzschnitte mit vollem Namen signierte oder der überhaupt auf druckgrafischen Erzeugnissen eine Signatur anbrachte und ist der älteste mit Namen bekannte Grafiker auf schweizerischem Gebiet.
Der Schöpfer dieser Werke wird in der Forschung mit dem nach 1480 in Rapperswil gestorbenen Ulrich Feierabend (bzw. in alten Urkunden „Firabet“) identifiziert, über den sonst wenig überliefert ist.